# Kalbe (Milde)
Pour les articles homonymes, voir Kalbe.
Kalbe (Milde) (en allemand : /ˈkalbə/,,, ? Écouter [Fiche]; Calbe jusqu'en 1952) est une ville allemande située dans l'arrondissement d'Altmark-Salzwedel et l'État (Land) de Saxe-Anhalt.

## Géographie
Kalbe se situe au centre de la région historique de l'Altmark, en bordure de la rivière Milde, le cours supérieur de l'Aland.

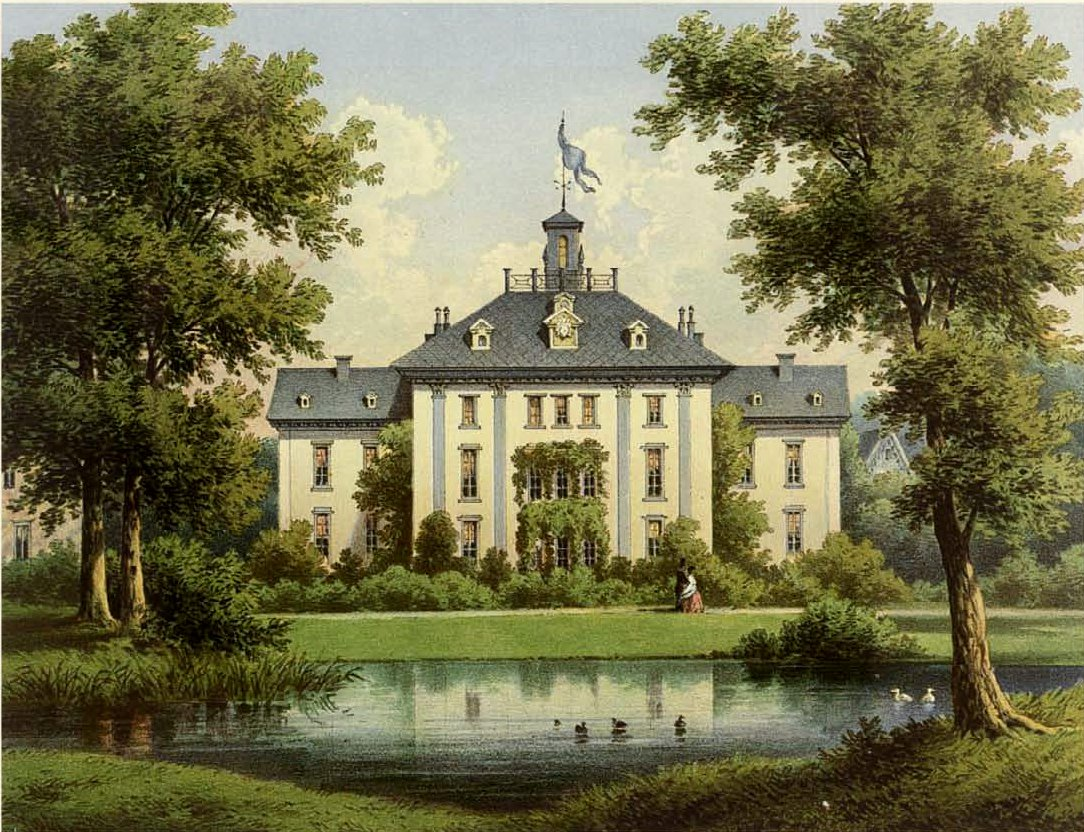
Palace Kalb, Alexander Duncker

### Quartiers
En plus du centre-ville, le territoire communal comprend 15 localités :
| - Altmersleben - Badel - Brunau - Engersen - Güssefeld | - Jeetze - Jeggeleben - Kahrstedt - Kakerbeck - Neuendorf am Damm | - Packebusch - Vienau - Wernstedt - Winkelstedt - Zethlingen |

## Personnalités liées à la ville
- Johann Friedrich Danneil (1783-1868), historien né à Kalbe ;
- Alfred zu Dohna-Schlobitten (1852-1929), général né à Brunau ;
- Wilhelm Stapel (1882-1954), écrivain ;
- Emil Schnell (né en 1953 à Packebusch), homme politique ;
- Friedrich-Wilhelm Ulrich (né en 1953 à Packebusch), rameur.